# Pješačka vojarna u Puli
Pješačka vojarna u Puli (njem. k.u.k. Infanterie-Kaserne in Pola, tal. I. e R. Caserma d'Infanteria), austro-ugarska vojarna izgrađena u Puli 1878. godine na mjestu nekadašnje crkve svetog Teodora u istoimenoj četvrti. U zgradi je bila smještena 87. c. i kr. pješačka regimenta "Freiherr von Succovaty".

## Povijest
Nakon izgradnje 1878. godine, zgrada je služila u vojne svrhe kao vojarna za austro-ugarsko pješaštvo. Nakon završetka rata u njezine prostorije je uselila tvornica duhana, te tiskara. U Drugome svjetskom ratu sjeverni dio zgrade stradao je u bombardiranju, a na tom je mjestu izgrađena 1956. godine nova stambeno-poslovna zgrada prema Ostrogovićevu projektu Objekt novih stanova VP (vojne pošte) Pula. Zapadno i istočno krilo, sada odvojene zgrade, postale se prostori za tvornicu tekstila (Arena trikotaža) u zapadnom dijelu, te za Gradsku knjižnicu i Muzej suvremene umjetnosti Istre u istočnom dijelu (tzv. Stara tiskara).

## Više informacija
- austro-ugarska ratna mornarica